# BiciMAD
BiciMAD est le système de vélos électriques en libre-service à Madrid en Espagne, mis en service par la municipalité le 23 juin 2014. BiciMAD, géré par EMT, propose 7500 vélos à assistance électrique répartis sur 611 stations.

## Tarifs

### Flatrate
Tarif de 10€ par mois:
- Des trajets gratuits et illimités jusqu'à 30 minutes
- Deuxième fraction jusqu'à 30 minutes: 0'50€
- Fractions suivantes jusqu'à 30 minutes: 3€

### Tarif de base
- Première fraction jusqu'à 30 minutes: 0'50€
-  Deuxième fraction jusqu'à 30 minutes: 0'50€
- Fractions suivantes jusqu'à 30 minutes: 3€